# Thifluzamid
Thifluzamid ist eine chemische Verbindung aus der Gruppe der Thiazolcarbonsäureamide.

## Gewinnung und Darstellung
Thifluzamide kann durch Kondensation von 2-Methyl-4-trifluormethyl-5-chlorcarbonylthiazol und 2,6-Dibrom-4-trifluormethoxyanilin.

## Eigenschaften
Thifluzamid ist ein weißer bis brauner Feststoff, der schlecht löslich in Wasser ist.

## Verwendung
Thifluzamid wird als systemisches Fungizid in Getreide und Reis gegen verschiedene pilzliche Erreger sowie als Beizmittel gegen bodenbürtige Pilze verwendet. Es wird über Wurzeln und Blätter der behandelten Pflanzen aufgenommen und in diesen weiterverteilt. Der Wirkstoff hemmt die Succinat-Dehydrogenase. Thifluzamid wurde in der Mitte der 90er Jahre von Monsanto entwickelt. Später wurde es an Rohm & Haas verkauft und wird jetzt von Dow AgroSciences vermarktet.
In Deutschland, Österreich und der Schweiz sind keine Pflanzenschutzmittel mit diesem Wirkstoff zugelassen.